# Vlady Kociancich
Vlady Kociancich, argentinska pisateljica, novinarka in literarna kritičarka slovenskega rodu. * 22. september 1941, Buenos Aires; † 25. marec 2022, Buenos Aires
Njen obsežni literarni opus jo uvršča med največja imena sodobne latinskoameriške literature.

## Življenjepis
Vlady Kociancich se je rodila leta 1941 v Buenos Airesu očetu Janezu Kociancichu, ki se je konec 20 let dvajsetega stoletja iz Gorice, komaj 14 let star izselil v Argentino, in materi Argentinki baskovsko irskih korenin. Družina očetove matere Fanny Batij Scarbout, francoskega rodu je bila iz Ljubljane. Baskovski dedek po materini strani je bil med drugim celo v indijanskem ujetništvu; babica se je pisala Collins, doma je bila na veleposestvu v okolici Lincolna, znanega po močni irski skupnosti, ki je v njihovem času še mejilo na indijanska ozemlja. Vlady se je štela za tipično Argentinko, rezultat različnih mešanj.
Še preden je dopolnila deset let, je že napisala svoj prvi (kriminalni) roman, ki pa ni bil nikoli objavljen. Pri enajstih letih se je odločila, da bo postala poklicna pisateljica. Njena prva zbirka črtic, Pogum, je izšla leta 1971, njen prvi roman, Osmo čudo, pa je bil objavljen v Madridu leta 1982.   
Študirala je književnost na Filozofski fakulteti Univerze v Buenos Airesu. Tam je na seminarjih anglosaške književnosti spoznala Jorgeja Luisa Borgesa, ki jo je povabil k sodelovanju. Sodelovanje se je spremenilo v prijateljstvo, ki je trajalo tri desetletja, vse do Borgesove smrti. Literarni strokovnjaki menijo, da je Vlady Kociancich nadaljevalka tradicije Jorgeja Luisa Borgesa in Adolfa Bioya Casaresa. Njen literarni opus je tesno povezan z argentinsko fantazijsko pripovedjo, v njenih delih izstopajo predvsem talent za umetnost pripovedovanja, prečiščen slog ter izjemna domišljija.
Pisala je v kastiljščini, njena dela so prevedena v angleščino, italijanščino, nemščino, francoščino in turščino.
V slovenščino je prevedenih le nekaj krajših sestavkov in roman Plitvine strahu. Čeprav je osrednji zaplet tega romana postavljen v argentinsko okolje, se v njem prepletajo tri zgodbe o iskanju identitete in o zapletenih odnosih in čustvih med moškim in žensko. Kociancicheva v svoji prepoznavni poetiki nenehno pluje na meji med resnico in domišljijo, kar je sicer značilno za južnoameriško književnost in jo literarno nedvomno približuje njenima prijateljema, Borgesu in Casaresu. Velja za izvrstno portretistko, ki prepričljivo opisuje ženske ali moške like. Plitvine strahu so prejele nagrado Sigfrido Radaelli za najboljši roman leta 1992 v Španiji. Po mnenju kritikov veljajo Plitvine strahu za najlepši roman o ljubezni in razhajanju.

## Nagrade
- nagrada Jorge Luis Borges (Argentinski Nacionalni sklad za Umetnosti); (1988)
- nagrada Gonzalo Torrente Ballester (Svet province La Coruña za neobjavljeno pripovedno delo v španščini); za roman Vse poti (Todos los caminos) (1990)
- nagrada Sigfrido Radaelli; za Plitvine strahu (Los bajos del temor), roman leta 1992 v Španiji